# HeatoN
Эмиль Кристенсен (швед. Emil Christensen; 14 июня 1984, Стокгольм) — профессиональный киберспортсмен, также известный как «HeatoN». Всемирно известный игрок в Counter-Strike. Бывший лидер команды NiP и бывший игрок команды SK Gaming.
Чемпион мира 2001 года по версии CPL, бронзовый призёр 2003 года по версии ESWC, чемпион мира 2003 года по версии WCG.
В настоящий момент является менеджером организации GODSENT

## Карьера
Изначально Эмиль увлекался хоккеем, но по совету друзей попробовал играть в Counter-Strike.
Christensen был в основе первого состава Ninjas in Pyjamas 2001 года, когда они выиграли Cyberathlete Professional League World Championship.
Впоследствии ими же была основана команда SK Gaming, один из наиболее успешных киберспортивных проектов. Christensen был лидером SK Gaming на World Cyber Games Counter-Strike championship в 2003 году.
Christensen был номинирован на лучшего игрока в Counter-Strike года в 2004 году, но уступил титул своему товарищу по команде SK Gaming — Tommy «potti» Ingemarsson. В 2005 году был выбран для участия в Global Gaming League European Counter-Strike All-Star team.
В начале 2005 года у Кристенсена истек контракт с NiP, но он не стал его продлевать.
В сентябре 2007 года продолжил свою карьеру в качестве тренера команды NiP. А впоследствии стал её генеральным менеджером. Занимался продвижением проектов Counter-Strike: Source, Dead or Alive 4, FIFA 08, Forza Motorsport 2.
Позднее Кристенсен стал менеджером команд CGS Stockholmslag, Stockholm Magnetik, которые играли в Counter-Strike Source, FIFA Soccer, Dead or Alive 4, World Of Warcraft, и многое другое. 18 ноября 2008 года было объявлено, что CGS был закрыт, а 21 января 2009 года сайт Rakaka анонсировал, что Кристенсен подписал контракт с компаний QPAD. QPAD выпустили новый коврик для мыши под названием «QPAD HeatoN».
В 2009 Christensen представлял бренд и продукцию Qpad.
Позднее рекламировал продукцию ZOWIE GEAR вместе с бывшим сокомандником Abdisamad «SpawN» Mohamed.
В июле 2010, ZOWIE GEAR анонсировала серию игровых мышей от HeatoN.
А в марте 2012 ZOWIE GEAR анонсировала продолжение серии киберспортивных девайсов от знаменитого игрока.
10 августа 2012 года бывший участник проекта Christensen объявил о восстановлении деятельности Counter-Strike подразделения. Был объявлен игровой состав команды в уже новой дисциплине — Counter-Strike: Global Offensive. Emil «HeatoN» Christensen становится менеджером команды.
В декабре 2024 года Эмиль был включен в Зал славы по версии HLTV.

## Достижения
| Год  | Место | Турнир                            | Место проведения | Команда           | Дата проведения         | Призовые (долл.) |
| ---- | ----- | --------------------------------- | ---------------- | ----------------- | ----------------------- | ---------------- |
| 2001 | 1     | CPL Europe Holland 2001           | Амстердам        | Spirit of Amiga   | 11—13 мая               | 4377             |
| 2001 | 1     | CPL Europe London 2001            | Лондон           | Ninjas in Pyjamas | 3—5 августа             | 4399             |
| 2001 | 1     | CPL Europe Berlin 2001            | Берлин           | Ninjas in Pyjamas | 31 августа — 2 сентября | 9117             |
| 2001 | 1     | CPL Winter Championship 2001      | Даллас           | Ninjas in Pyjamas | 15—17 сентября          | 50 000           |
| 2002 | 1     | CPL Summer Championship 2002      | Даллас           | SK Gaming         | 20—24 июля              | 25 000           |
| 2002 | 3     | CPL Winter Championship 2002      | Даллас           | SK Gaming         | 18—22 декабря           | 12 500           |
| 2003 | 1     | CPL Europe Cannes 2003            | Канны            | SK Gaming         | 14—16 марта             | 5387             |
| 2003 | 3     | Clikarena 2003                    | Флаг Франции     | SK Gaming         | 16—18 апреля            | 5428             |
| 2003 | 3     | Electronic Sports World Cup 2003  | Пуатье           | SK Gaming         | 8—13 июля               | 15 000           |
| 2003 | 1     | CPL Summer Championship 2003      | Даллас           | SK Gaming         | 30 июля — 3 августа     | 60 000           |
| 2003 | 1     | World Cyber Games 2003            | Сеул             | SK Gaming         | 12—18 октября           | 15 000           |
| 2003 | 1     | CPL Europe Copenhagen 2003        | Копенгаген       | SK Gaming         | 13—16 ноября            | 5882             |
| 2003 | 1     | CPL Winter Championship 2003      | Даллас           | SK Gaming         | 16—20 декабря           | 30 000           |
| 2004 | 5—8   | Electronic Sports World Cup 2004  | Париж            | SK Gaming         | 7—11 июля               | 4000             |
| 2004 |       | CPL Summer 2004                   | Даллас           | SK Gaming         | 28 июля — 1 августа     | 21 000           |
| 2004 | 4     | WCG 2004                          | Сан-Франциско    | SK Gaming         | 6—10 октября            | 5000             |
| 2004 |       | Nollelva Digital Event 2004       | Норрчёпинг       | SK Gaming         | 28 октября — 1 ноября   | 10 564           |
| 2004 |       | ENC 2004                          | Кёльн            | Сборная Швеции    |                         | [ 33 ]           |
| 2005 |       | CPL World Tour Spain              | Барселона        | Ninjas in Pyjamas | 29 апреля — 1 мая       | 3876             |
| 2005 |       | Rixhack                           | Гётеборг         | Ninjas in Pyjamas | 5—8 мая                 | 2797             |
| 2005 |       | GameGune 2005                     | Бильбао          | Ninjas in Pyjamas | 21—25 июля              | 12 070           |
| 2005 |       | CPL World Tour UK                 | Шеффилд          | Ninjas in Pyjamas | 2—4 сентября            | 3500             |
| 2006 |       | Dreamhack Summer 2006             | Йёнчёпинг        | Ninjas in Pyjamas | 17—20 июля              | 12 500           |
| 2006 | 5—8   | Electronic Sports World Cup 2006  | Париж            | Ninjas in Pyjamas | 28 июня — 2 июля        | 8000             |
| 2006 | 3—4   | Championship Gaming Invitiational | Флаг США         | Ninjas in Pyjamas | 22—23 июля              | 3000             |
| 2007 | 3     | WSVG Louisville 2007              | Луисвилл         | Ninjas in Pyjamas | 23—24 июня              | 4500             |

### Статистика
Сводная статистика по турнирам.
| Год       | Число турниров | место | место | место | Призовые | Призовые на человека |
| 2001—2007 | 32             | 16    | 3     | 7     | $322 150 | $64 430              |
| 2001      | 4              | 4     | 0     | 0     | $68 450  | $13 690              |
| 2002      | 3              | 1     | 0     | 2     | $35 000  | $7 000               |
| 2003      | 7              | 5     | 0     | 2     | $132 300 | $26 460              |
| 2004      | 4              | 2     | 1     | 0     | $38 500  | $7 700               |
| 2005      | 6              | 1     | 2     | 1     | $19 900  | $3 980               |
| 2006      | 4              | 2     | 0     | 1     | $23 500  | $4 700               |
| 2007      | 3              | 0     | 0     | 1     | $4 500   | $900                 |
| 2013      | 1              | 1     | 0     | 1     | $0       | $0                   |
| --------- | -------------- | ----- | ----- | ----- | -------- | -------------------- |

## Интересные факты
- В мае 2004 года, во время соревнований Rendevouz Lan, Эмиль разбил нос игроку с ником «Belmont»[42].
- В 2009 году киберспортивный портал hltv.org проводил опрос на звание: «Лучший игрок в counter-strike десятилетия», в котором Эмиль Кристенсен набрал 31 процентов голосов, заняв тем самым второе место[43].

## Команды
1. В 2001 году выступал за Spirit of Amiga
2. В период 2001—2002 выступал за: Ninjas in Pyjamas
3. В период 2002—2004 выступал за: SK Gaming
4. Покинув прежний проект, в период 2005—2007, вновь выступал в составе: Ninjas in Pyjamas
5. В сентябре 2007 года ушёл из игрового состава команды Ninjas in Pyjamas и представлял её как тренер и менеджер.
6. После долгого перерыва, с августа 2012 является менеджером команды Ninjas in Pyjamas